# Юсупов, Руслан Юсупович
	Руслан Юсупович Юсупов (10 января 1991, Махачкала, Дагестанская АССР, РСФСР, СССР) — российский спортсмен, специализируется по ушу. Многократный чемпион России по ушу. Мастер спорта России. 

## Спортивная карьера
В начале января 2012 года в Каспийске завоевал бронзовую медаль чемпионата Дагестана. 25 февраля 2022 года ему было присвоено звание мастер спорта России. В марте 2023 года в Москве, победив в финале Омара Джамалудинова из Дагестана, завоевал золотую медаль чемпионата России. В апреле 2024 года в Москве, одолев в финале Артура Сиражудинова из Ростовской области, стал победителем чемпионата России.

## Спортивные достижения
- Чемпионат России по ушу 2023 — ;
- Чемпионат России по ушу 2024 — ;

## Личная жизнь
Является старшим братом Рашида Юсупов, российского бойца смешанного стиля.